# 川島透 (映画監督)
川島 透（かわしま とおる、1949年9月11日 - ）は、日本の映画監督。本名、大石忠敏。福岡県福岡市奈良屋町（現・博多区奈良屋町）出身。

## 来歴
福岡県立福岡高等学校卒業。原宿学校（現・東京映像芸術学院）映像クリエーター科出身。
1980年代に数々のヒット作を手がける。
2010年10月2～8日に東京・渋谷のシネマヴェーラにて初の特集上映「川島透映画祭」が開催された。

## 人物
『竜二』主演の金子正次とは原宿学校からの先輩後輩の仲で親しかった。当初はプロデューサーとしての参加だったが、トラブルで監督降板後に大部分を撮り直し、監督デビューとなった。映画作家としては陽性なコメディやミステリへの志向が強く、谷岡雅樹は彼が最初から監督だったらそもそも『竜二』は撮らなかっただろうと記している。
武田鉄矢とはライブハウス照和時代の知人。

## 作品

### 映画
- 竜二（1983年）- 監督
- チ・ン・ピ・ラ（1984年）- 監督
- CHECKERS IN TAN TAN たぬき（1985年）- 監督・脚本
- 野蛮人のように（1985年）- 監督・原作・脚本
- ハワイアン・ドリーム（1987年）- 監督・脚本
- バトルヒーター（1989年）- 総監督
- 神様のピンチヒッター（1991年、OV）- 企画プロデューサー・出演
- ザ・ギャンブラー（1992年）- 企画
- 江戸川乱歩劇場 押繪と旅する男（1994年）- 監督・脚本

### テレビ
- ワイルドライフ 国境なき獣医師団R.E.D.（2008年、NHK）- 監督・脚本

### 舞台
- 無用の人（2022年）- 作・演出[5][6]

### 小説
- 斬ばらりん（小学館文庫）- 司城志朗との共著

1. （2013年3月6日、ISBN 978-4094088021）
2. 京都動乱編（2013年9月6日、ISBN 978-4094088588）
3. 薩摩炎上編（2015年4月7日、ISBN 978-4094061437）